# La Malinche

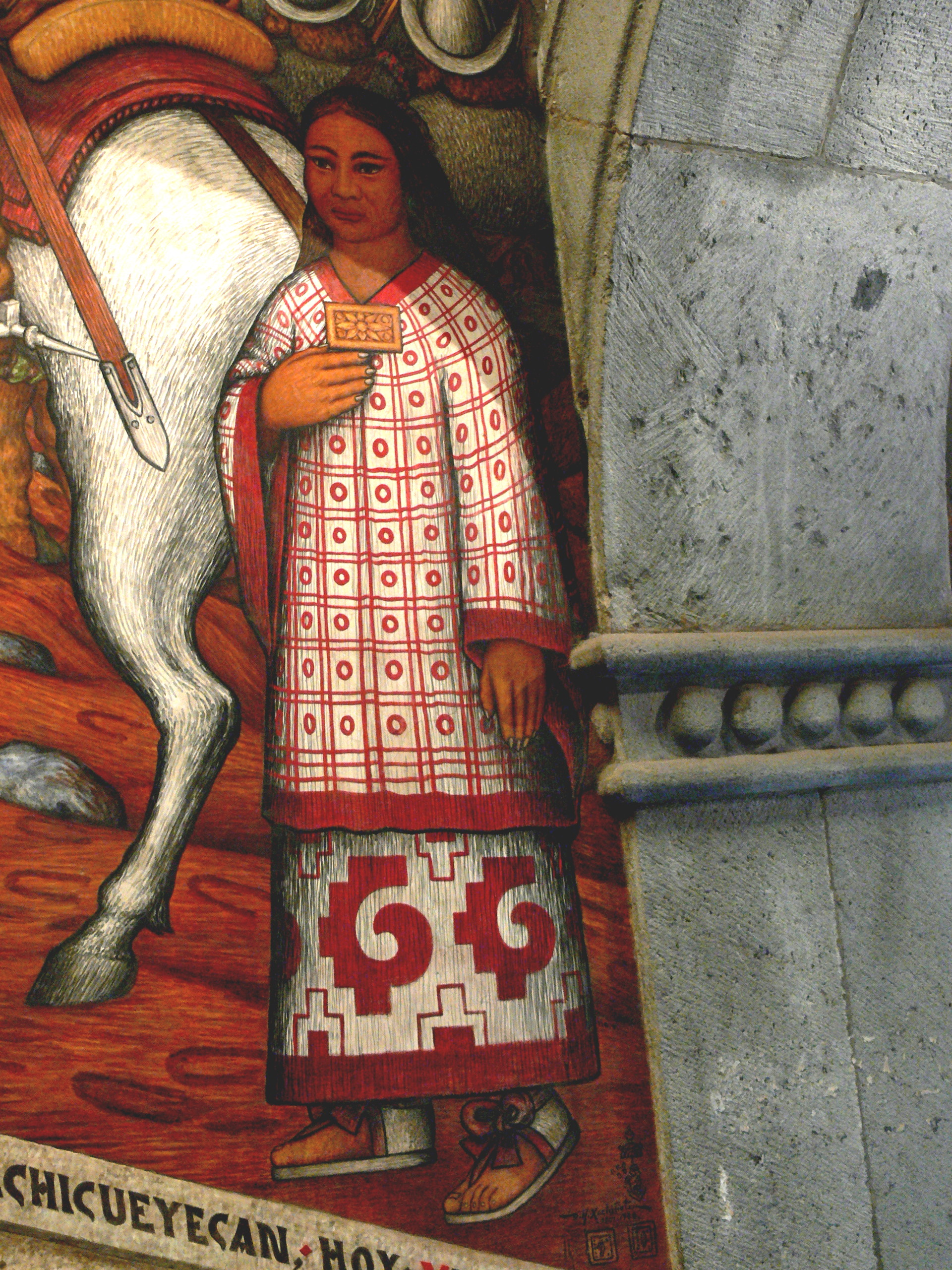
La Malinche
Detail van muurschildering, Desiderio Hernández Xochitiotzin, Palacio de Gobierno van Tlaxcala

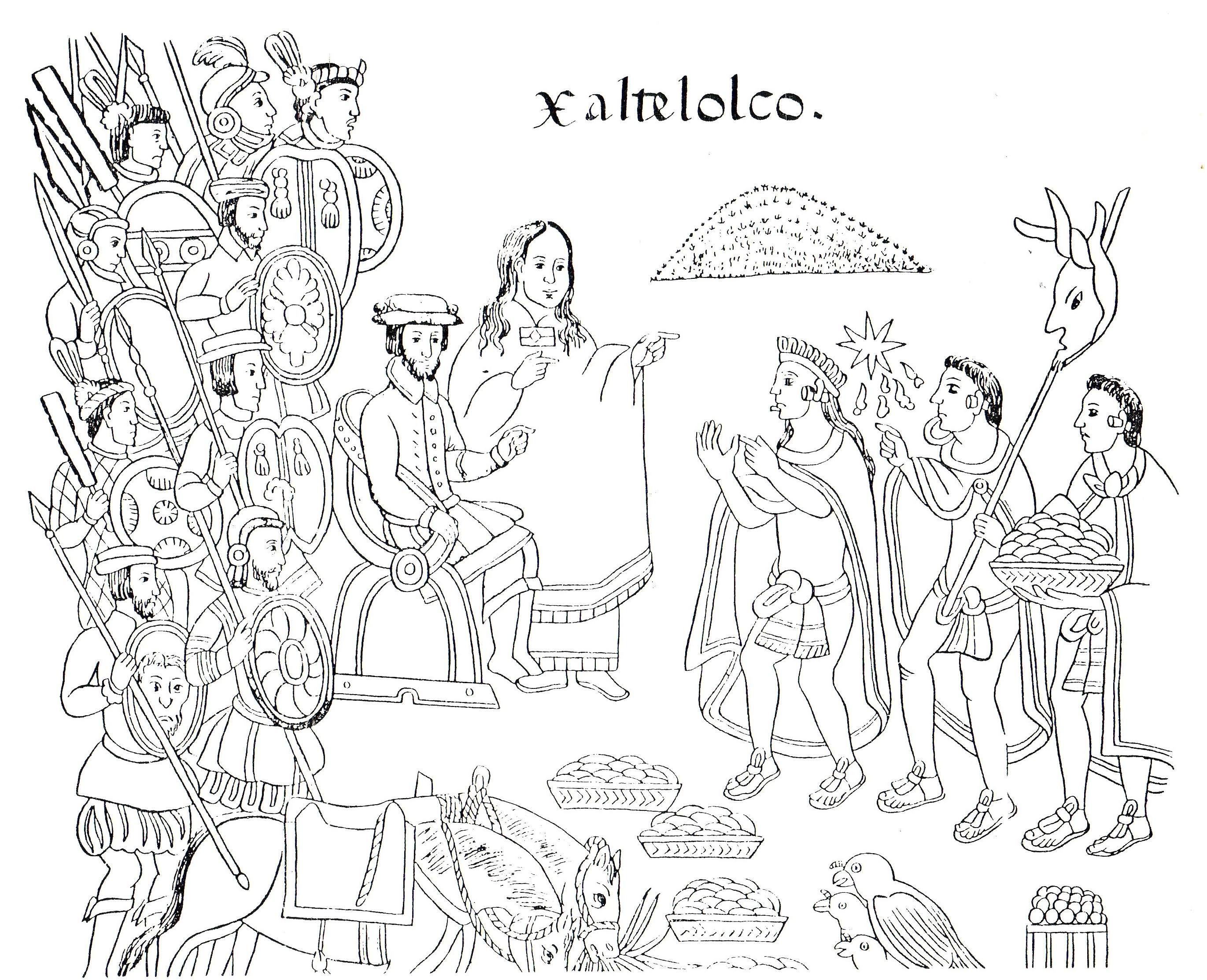
Cortés en Malinche

La Malinche, ook bekend als Doña Marina of bij haar Nahuatl-naam Malinalli Tenepal of Malintzin (Coatzacoalcos, ca. 1502 - Mexico-Stad, ca. 1529) was de Indiaanse geliefde van de Spaanse conquistador (veroveraar) Hernán Cortés. Ze was de moeder van zijn zoon Martín en speelde een belangrijke rol als tolk en adviseur.
In het hedendaagse Mexico wordt La Malinche beschouwd als verraadster - Azteekse nationalisten gebruiken het woord "malinchista" voor een landverrader die bloed en cultuur mengt met Europeanen. Veel historici zien ze evenwel als de redster van haar volk want zonder haar bemiddeling hadden de Spanjaarden waarschijnlijk nog veel vernietigender opgetreden. La Malinche geldt ook als symbolische moeder van het Mexicaanse volk omdat ze door Martín te baren heeft gezorgd voor het ontstaan van dit volk dat voor 60% uit mestiezen bestaat.

## Biografie
Malinalli werd als kind door Azteekse kooplieden verhandeld en kwam in handen van hoofdman van de Maya's. Deze gaf haar in 1519 samen met 19 andere vrouwen aan Cortés. Ze sprak Nahuatl en Yucateeks Maya, een taal die ook gesproken werd door Gerónimo de Aguilar, een Spanjaard die een aantal jaren eerder op Yucatán was gestrand en door Cortés was opgepikt. Hierdoor kon zij als tolk dienen voor de Nahuatl-sprekende Azteken. Tegen de tijd dat Cortés en de zijnen in Tenochtitlan waren aangekomen sprak ze ook Spaans.
Bernal Díaz beschrijft dat de Azteken Cortés Malintzé noemen, terwijl dat eigenlijk de aanspreekvorm van Malinalli is, wat aangeeft hoe zeer de twee verbonden waren. Cortés schijnt zelfs gezegd te hebben dat La Malinche na God de belangrijkste reden voor zijn succes was. In 1523 werd Martín Cortés geboren, die symbolisch als eerste mesties wordt gezien (de werkelijke eerste Mexicaanse mesties was waarschijnlijk de zoon van Gonzalo Guerrero en een Maya-vrouw). Ze vergezelde Cortés op zijn expeditie naar Honduras (1524-1526). Onderweg trouwde ze met Juan Jaramillo. Daarna verdween ze uit de geschiedenis en is vermoedelijk overleden rond 1529.